# New Cumberland (Pensilvania)
New Cumberland es un borough ubicado en el condado de Cumberland en el estado estadounidense de Pensilvania. En el año 2000 tenía una población de 7,349 habitantes y una densidad poblacional de 1,694.9 personas por km².

## Geografía
New Cumberland se encuentra ubicado en las coordenadas 40°13′45″N 76°52′26″O / 40.22917, -76.87389.

## Demografía
Según la Oficina del Censo en 2000 los ingresos medios por hogar en la localidad eran de $44,783 y los ingresos medios por familia eran $56,138. Los hombres tenían unos ingresos medios de $38,438 frente a los $27,964 para las mujeres. La renta per cápita para la localidad era de $24,672. Alrededor del 3.6% de la población estaba por debajo del umbral de pobreza.